# Mattheus Oliveira
Mattheus Oliveira (Rio de Janeiro, 7 juli 1994) is een Braziliaans voetballer die bij voorkeur als offensieve middenvelder speelt. Hij stroomde in 2012 door vanuit de jeugd van Flamengo.

## Clubcarrière
Mattheus is de zoon van voormalig profvoetballer Bebeto. In de kwartfinale van het WK 1994 vierde Bebeto een doelpunt tegen Nederland door middel van een "wieggebaar", als hulde aan zijn pasgeboren zoon.

## Interlandcarrière
Mattheus debuteerde in 2012 in Brazilië -20.